# Дал Кайс

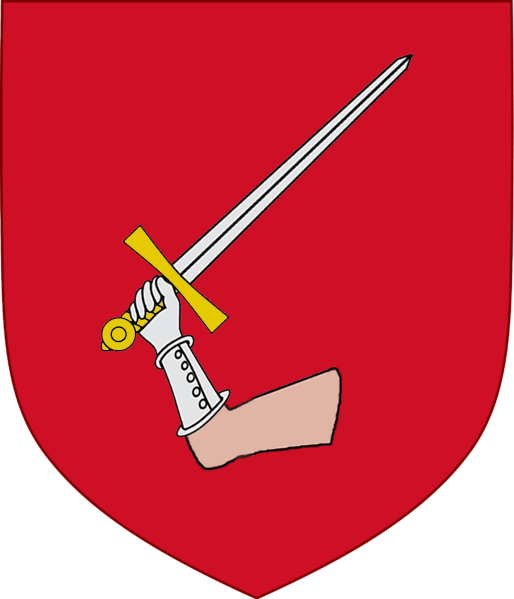
Герб клана Дал Каш — рука короля Нуада

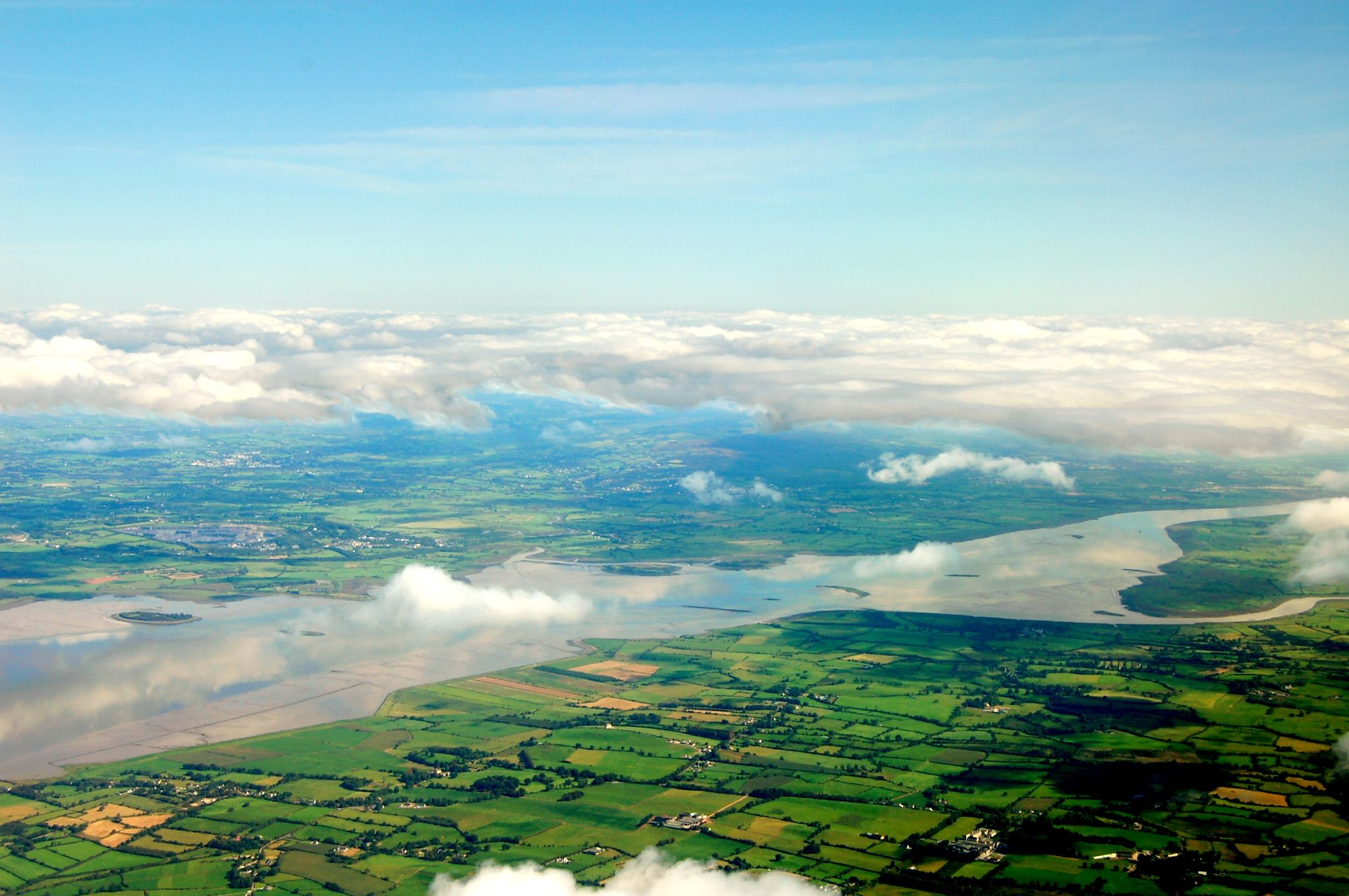
Долина реки Шаннон — территория, где находилось королевство и клан Дал Каш

Дал Кайс, правильно: Дал Каш (ирл. Dál gCais, англ. Dalcassians), — вассальное королевство в средневековой Ирландии на территории королевства Мунстер, ирландский клан.

## Возникновение
Ответвление туат Деши Муман (ирл. — Déisi Muman) — древнего ирландского племени Деши, неоднократно упоминается в ирландских легендах и исторических преданиях, в частности относительно его конфликта с верховным королём Ирландии Кормаком мак Артом (204—244). Дал Каш стал мощным и доминирующим кланом в Ирландии в X—XI веках. Родословные клана говорят о древнем предке клана — Кормаке Касе (ирл. — Cormac Cas), жившем во II—III веке. Согласно историческим преданиям и легендам, Кормак Кас был вторым сыном Алиль Алома (ирл. — Ailill Aulom), который был потомком Дэргтине (ирл. — Deirgtine) — короля Мунстера, и потомком Лех Мога (ирл. — Leath Moga), что происходит от богини Ане (ирл. — Áine) из племени богини Дану (ирл. — Tuatha De Dannan). Кормак Кас был младшим братом Эогана (ирл. — Eógan), ставшего основателем конкурирующего клана Эоганахтов (ирл. — Eóganachta). Клан Эоганахтов правил королевством Мунстер на протяжении многих веков. Клан Дал Каш стал сильным только в X веке и вытеснил клан Эоганахтов.
Деши Мумани были отдельным ответвлением племени Деши. Они создали отдельное вассальное королевство, которое было в зависимости от королей Мунстера. Позже образовалась еще одна ветвь Деши — на берегах реки Шаннон из Деши, переселившихся туда. Считается, что они переселились туда где-то в V веке, хотя легенды и исторические предания приводят более древние даты. Эти Деши-переселенцы были названы Деши Дешкирт (ирл. — Déisi Deiscirt) и Деши Тушкярт (ирл. — Déisi Tuisceart). Именно от этих северных Деши-переселенцев и происходит клан Дал Каш. Первое письменное упоминание о названии клана Дал Каш встречается в «Анналах Инишфалена» в записи за 934 год, где сообщается о смерти короля Ребахана мак Мохлая (ирл. — Rebachán mac Mothlai).
Изгнание Деши с их древних мест обитания было описано в эпических легендах, в ирландских мифах, в частности эти события и конфликты Деши с другими племенами и королями Ирландии рассказываются в скале «Изгнание Деши». Во время конфликта с Деши был искалечен верховный король Ирландии Кормак мак Арт, он же: Кормак Улфада — Кормак Длиннобородый. Легенды описывают как Десси изгнали клан Дал Фахрах Суй (ирл. — Dal Fiachrach Suighe) из Коннахта, потомки Федлимида Рехтмара (ирл. — Fedlimid Rechtmar) — короля Тары. После многих сражений и лишений Деши поселилось в Мунстере.
Поселившись в Мунстере, одна из ответвлений этих Деши стала правящей династией в королевстве Дивед (вал. — Dyfed) в Уэльсе (Камбрии) в IV веке, эмигрировав в Британию. Есть версии, что это произошло в результате союза племени Деши с римским императором Магном Максимом (лат. — Magnus Maximus). Римские правители были заинтересованы в поселении на территории империи таких подвластных им федератов для защиты побережья от пиратов и нападений различных племен «варваров». Как отмечает Ин Макнилл (ирл. — Eoin MacNeill) это не была единственная колония ирландцев в Британии — еще одним мощным и многочисленным поселением было поселение клана И Лахан (ирл. — Uí Liatháin).

## Верховные короли Ирландии из клана Дал Каш

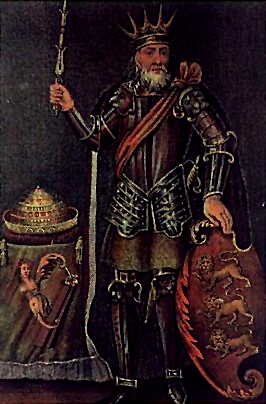
Бриан Бору, король Мунстера и верховный король Ирландии, представитель клана Дал Каш

Бриан Бороу — верховный король Ирландии (годы правления — 1002—1014), самый известный из всех ирландских королей, принадлежал именно к этому клану. Клан построил замок на берегу реки Шаннон, брат Бриана Бороу — Махон (ирл. — Mahon) стал королём Мунстера, победив соперника в борьбе за королевский трон Малмуда (ирл. — Eóganachta) из клана Эоганахатов. Это значительно расширило влияние клана Дал Каш, и Бриан Бороу сумел стать верховным королём Ирландии после серии войн и конфликтов с другими ирландскими королями и викингами. Правление Бриана Бороу завершилось исторической битвой под Клонтарфе и сокрушительным разгромом викингов в Ирландии. После этого клан Дал Каш еще трижды сажал на трон верховных королей Ирландии своих представителей. Это были верховные короли Доннхад мак Бриан (Дона O’Брайен) (ирл. — Donnchad mac Briain, Donagh O’Brien), Торделбах Уа Бриан (Терлаф O’Брайен) (ирл. — Toirdelbach Ua Briain, Turlough O’Brien), Мурхертах Уа Бриан (ирл. — Muirchertach Ua Briain, Murtagh O’Brien).

## Дальнейшая судьба клана
В XII—XVI веках влияние клана и королевства Дал Каш уменьшается. Он ограничивается королевством Томонд (Thomond), в которое собственно и превращается королевство Дал Каш. В этот период королевство пытались защитить и возродить ответвления клана Дал Каш — Десмонд и Маккарти. Клан Кеннеди некоторое время возглавлял королевство Ормонд. Возникли многочисленные ответвления (септы) клана Дал Каш: О’Брайен (O’Brien), МакНамара (MacNamara), О’Грэйди (O’Grady), Кеннеди (Kennedy), Макмахон (MacMahon), Кланси (Clancy). В XIII веке англо-норманнские завоеватели, возглавляемые Ричардом Стронбоу, попытались покорить королевство Томонд, но оно выдержало испытание на прочность.
В XVI веке во времена английского короля Генриха VIII Тюдора, который попытался окончательно покорить Ирландию, стало понятно, что силы явно не равны, но англичанам было понятно, что завоевание королевства обойдется им слишком дорогой ценой. Возник определённый компромисс враждующих сторон — короли Томонда были официально признаны частью английской знати, а королевство стало называться графством Клэр. Графы Клэр продолжали оставаться сильными и влиятельными в Ирландии.
В более поздние времена среди клана Дал Каш и его септов было немало выдающихся людей. В частности, писатель Стандиш Джеймс О’Грэйди (англ. Standish James O'Grady) — его называют «отцом кельтского возрождения». Уильям Смит О’Брайен (William Smith O’Brien) — один из лидеров ирландского восстания 1848 года. В других странах люди из клана Дал Каш и его септов сыграли в своё время значительную роль. В частности, президентом Франции стал Патрис де Мак-Махон, президентами США стали Джон Фицджералд Кеннеди и Рональд Рейган.

## Септы клана Дал Каш
Разделение клана началось еще во времена Кормака Каша, который имел много сыновей. Каждый из сыновей стал основателем нового септа. Это септы И Блод (ирл. — Uí Bloid), И Кашин (ирл. — Uí Caisin), Кинель Фармак (ирл. — Cineal Fearmaic). После поселения клана в восточном Клэре эти септы жили обособленно. Современные молекулярно-генетические исследования подтверждают общность происхождения всех септов клана Дал Каш и их уникальность по генотипу.
Старшая линия клана — Блод мак Каш образовала династию королей Томонда. Сначала династия была известна как Септа И Ангуса (ирл. — Uí Aengusa). От этой септы отделились затем септы О’Карри (ирл. — O’Curry), О’Кормакан (ирл. — O’Cormacan) и О’Саснан (ирл. — O’Seasnain). В X веке появилась новая ветвь — И Харделбаг (ирл. — Uí Thairdelbaig). Именно эта ветвь дала верховных королей Ирландии и королей Томонда. Именно из этой ветви возникли многочисленные септы: О’Брайен (ирл. — O’Brien), О’Кеннеди (ирл. — O’Kennedy) (короли Ормонд), МакКонсидин (ирл. — MacConsidine), МакМагон (ирл. — MacMahon), О’Рейган (ирл. — O’Reagan), МакЛисайт (ирл. — MacLysaght), О’Келлегер (ирл. — O’Kelleher), Боланд (ирл. — Boland), Керни (ирл. — Kearney), О’Кейси (ирл. — O’Casey), Повер (ирл. — Power), Твомей (ирл. — Twomey), Эвстас (ирл. — Eustace), Агерн (ирл. — Ahearne), МакГро (ирл. — MacGrath), Квик (ирл. — Quick), О’Меара (ирл. — O’Meara), Сканлан (ирл. — Scanlan), Макартур (ирл. — MacArthur), Косгрейв (ирл. — Cosgrave), О’Хоган (ирл. — O’Hogan), Лонерган (ирл. — Lonergan) и многие другие.
Хотя младшие линии клана О’Кэйсин (другое название Дал Каш) играли значительную роль в Ирландии, лидером в королевстве Томонд и в клане был септ МакНамара (ирл. — MacNamara), из которого произошли лорды Кланкуллен (ирл. — Clancullen), которые были вторыми по силе после О’Брайенов.
Другие септы, шедших от линии Карханн (ирл. — Carthann), сына Кашина: Харли (ирл. — Harley), Флуд (ирл. — Flood), Торренс (ирл. — Torrens), Стони (ирл. — Stoney), Хики (ирл. — Hickey), О’Хара (ирл. — O’Hay), Кланси (ирл. — Clancy), Нейлон (ирл. — Neylon), Флаттери (ирл. — Flattery).
В Карханне были братья Эха (ирл. — Eocha) и Шинелл (ирл. — Sineall). От них пошли септы: О’Грейди (ирл. — O’Grady), Тубриди (ирл. — Tubridy), Гартиган (ирл. — Hartigan), Даркин (ирл. — Durkin), Киллин (ирл. — Killeen), Хогг (ирл. — Hogg).
Ветвь Кинал Фармак (ирл. — Cineal Fearmaic) происходит от Ангуса Кинахраха (ирл. — Aengus Cinathrach) — брата Кашина и Блода. К этой линии входят септы: О’Ди (ирл. — O’Dea), О’Квин (ирл. — О’Quin), О’Хеффернан (ирл. — O’Heffernan), Килти (ирл. — Kielty), Перкин (ирл. — Perkin).